# Архиповка (Костанайская область)
Архиповка (каз. Архипов) — село в Мендыкаринском районе Костанайской области Казахстана. Входит в состав Михайловского сельского округа. Находится примерно в 31 км к югу от районного центра, села Боровского. Код КАТО — 395655200.

## Население
В 1999 году население села составляло 709 человек (349 мужчин и 360 женщин). По данным переписи 2009 года, в селе проживал 681 человек (320 мужчин и 361 женщина). По данным переписи 2021 года, в селе проживало 563 человека (273 мужчины и 290 женщин).

## Известные уроженцы
- Кузнецов, Александр Прокофьевич (род. 1928) — Герой Социалистического Труда.